# 胡昭曦
胡昭曦（1933年2月—2019年11月3日），斋名旭水斋，四川自贡人，中国史学家，主要研究宋史与巴蜀历史。

## 生平
1933年2月出生于四川省自贡市，1949年8月在自贡市旭川中学参加中国新民主主义青年联合会，后任教导干事；1956年考入四川大学历史系，师从徐中舒、蒙文通、缪钺、冯汉骥、胡鉴民、蒙思明、卢剑波等著名学者。大学毕业后，胡昭曦留校担任中国古代史教研室助教。
1983年1月加入中国共产党。1987年升任教授，1993年被批准为博士生导师；1992年成为享受国务院政府特殊津贴专家。2003年5月离职休养。
2019年11月3日12时15分，在华西医院逝世。

## 学术作品
胡昭曦在大学时先后撰写《论汉晋的氐羌和隋唐以后的羌族》、《关于评价王安石变法的几个问题》、《熙丰变法经济措施之再评价》等文，得到了学界的肯定。
在晚宋史特别是宋蒙（元）关系史研究方面，胡昭曦有着重要贡献。由于资料零散，晚宋史一直是宋史研究的薄弱环节。胡昭曦迎难而上，完成《宋末四川战争史料选编》（合著）、《宋蒙（元）关系研究》、《宋蒙（元）关系史》、《宋理宗宋度宗》（合著）等专著，对宋理宗宋度宗时期的政治、宋蒙关系、晚宋史分期等问题作了深入研究。
胡昭曦将宋史文献资料与川渝地区的历史遗迹考察相结合来进行研究。他走访了四川省内50多个市、县及相关地区，收集大量实地调查材料，先后出版《王小波李顺起义考述》《张献忠屠蜀考辨——兼析“湖广填四川”》《四川古史考察札记》《四川古代史稿（宋元部分）》《四川书院史》等专著和《巴蜀历史文化论集》等论文集。
胡昭曦于2003年离休，离休后先后发表60余篇学术论文，汇集出版《宋代蜀学论集》、《巴蜀历史考察研究》、《旭水斋存稿》、《旭水斋存稿续集》等多部专著。